# حكم الدوقات

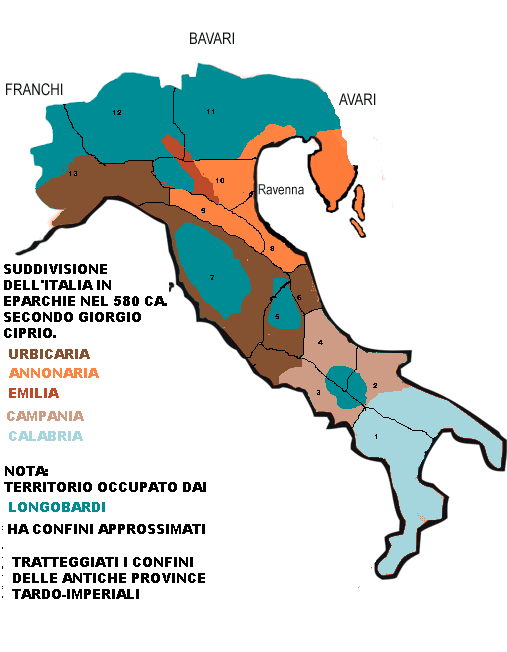

كان حكم الدوقات فترة انقطاع في عرش مملكة اللومبارد في إيطاليا (574/5-584/5) والتي حكم إيطاليا فيها الدوقات اللومبارد على المقاطعات الرومانية القديمة. يعتقد بأن الفترة دامت عشر سنوات وفقًا لبولس الشماس ولكن جميع المصادر الأخرى مثل فريديغاري كرونيكون وأوريغو جنتيس لانغوباردوروم وكرونيكون غوثانومتقول بأنها اثنا عشر عامًا. استمرت من اغتيال كليف وحتى تولي ابنه أوثاري العرش.